# Schijtgeel

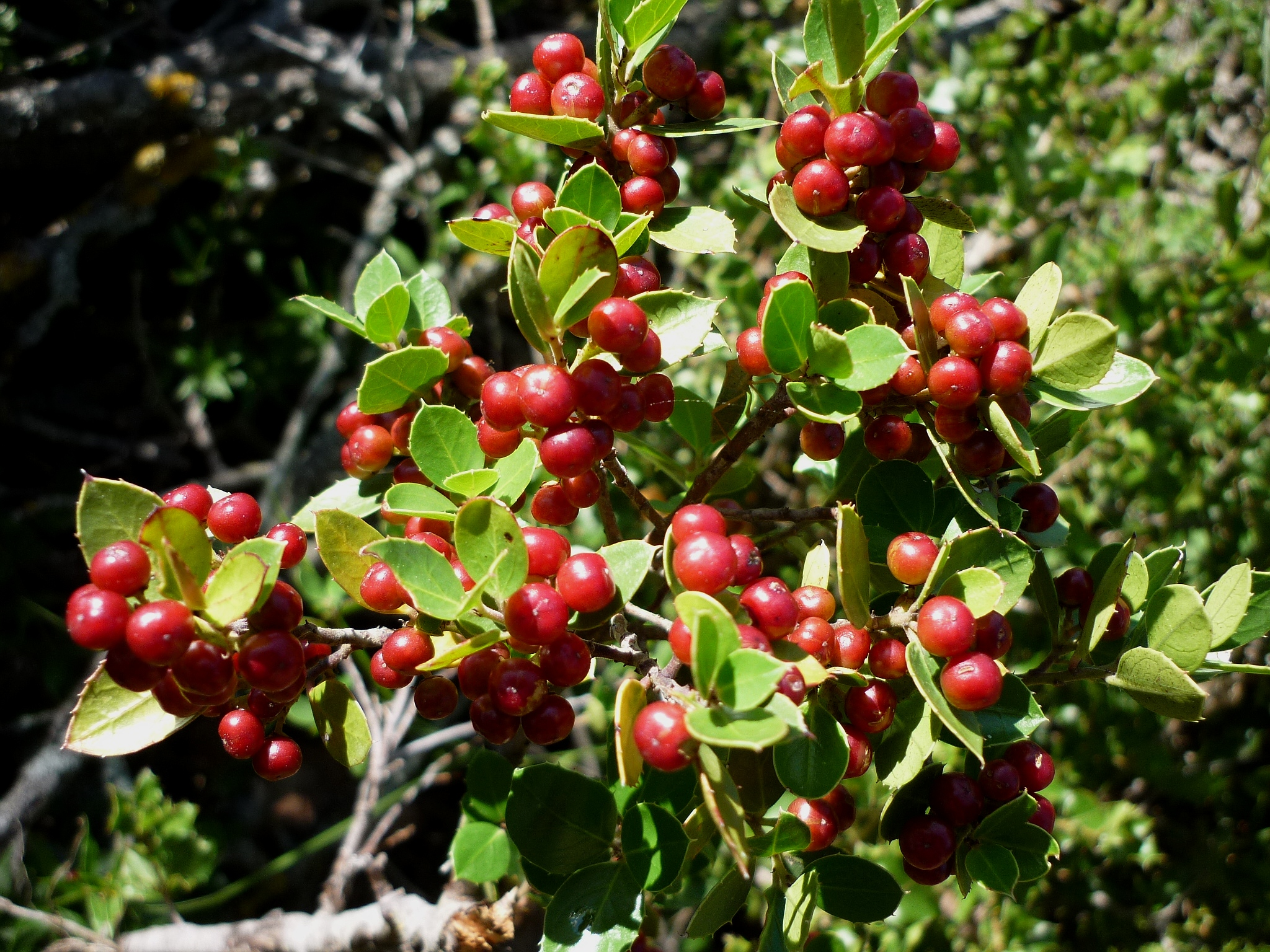
Bessen van een van de Rhamnus-soorten die gebruikt kunnen worden voor het winnen van de kleurstof.

Schijtgeel, schietgeel, bessengeel of stil de grain is een organische kleurstof. Verf gemaakt met deze kleurstof werd gebruikt door Rembrandt en andere schilders uit de Gouden Eeuw. De kleurstof is niet lichtecht en verbleekt onder invloed van daglicht. De oorspronkelijke kleurstof wordt daarom momenteel niet meer in de schilderkunst gebruikt. De kleurstof wordt nog wel gebruikt om textiel te verven, onder andere in India.
De kleurstof wordt onder andere gemaakt uit onrijpe bessen van in het wild voorkomende struiken van het geslacht Rhamnus, die in alle gematigde en subtropische delen van het noordelijk halfrond voorkomen.

## Fabricage

### Ingrediënten
De kleurstof werd gewonnen uit verschillende planten, bessen of hout. Er waren diverse recepten om de kleurstof te maken. Onder andere de Amsterdamse fabrikant en handelaar Willem Pekstok maakte schijtgeel. In zijn recept zat wouw (Reseda luteola), dat luteoline bevat, geelhout (mogelijk Maclura tinctoria) en bessen van de wegedoorn (Rhamnus cathartica) of van sporkehout (R. frangula). Volgens een ander recept wordt de kleurstof gewonnen uit R. saxillis. Zoals de naam van de plant aangeeft, werd ook vaak de bes van R. tinctorius ingezet. Ook de bessen van R. alaternus, R. amygdalinus, R. dahurica en R. infectorius zijn bruikbaar. Welke bes gebruikt werd, hing van de landstreek af. R. infectorius werd gewonnen in Italië, R. saxatilis in Spanje. Uit de Levant werd R. lyciodes geïmporteerd, uit Turkije R. petiolaris, terwijl in China R. utilis groeide. Vaak werd er in Europa een onderscheid gemaakt tussen de lokale bessen, vaak als "Franse bessen" of "bessen uit Avignon" aangeduid, en de bessen die uit het Midden-Oosten werden ingevoerd, de "Perzische bessen". De Perzische bessen waren duurder, maar ook groter.

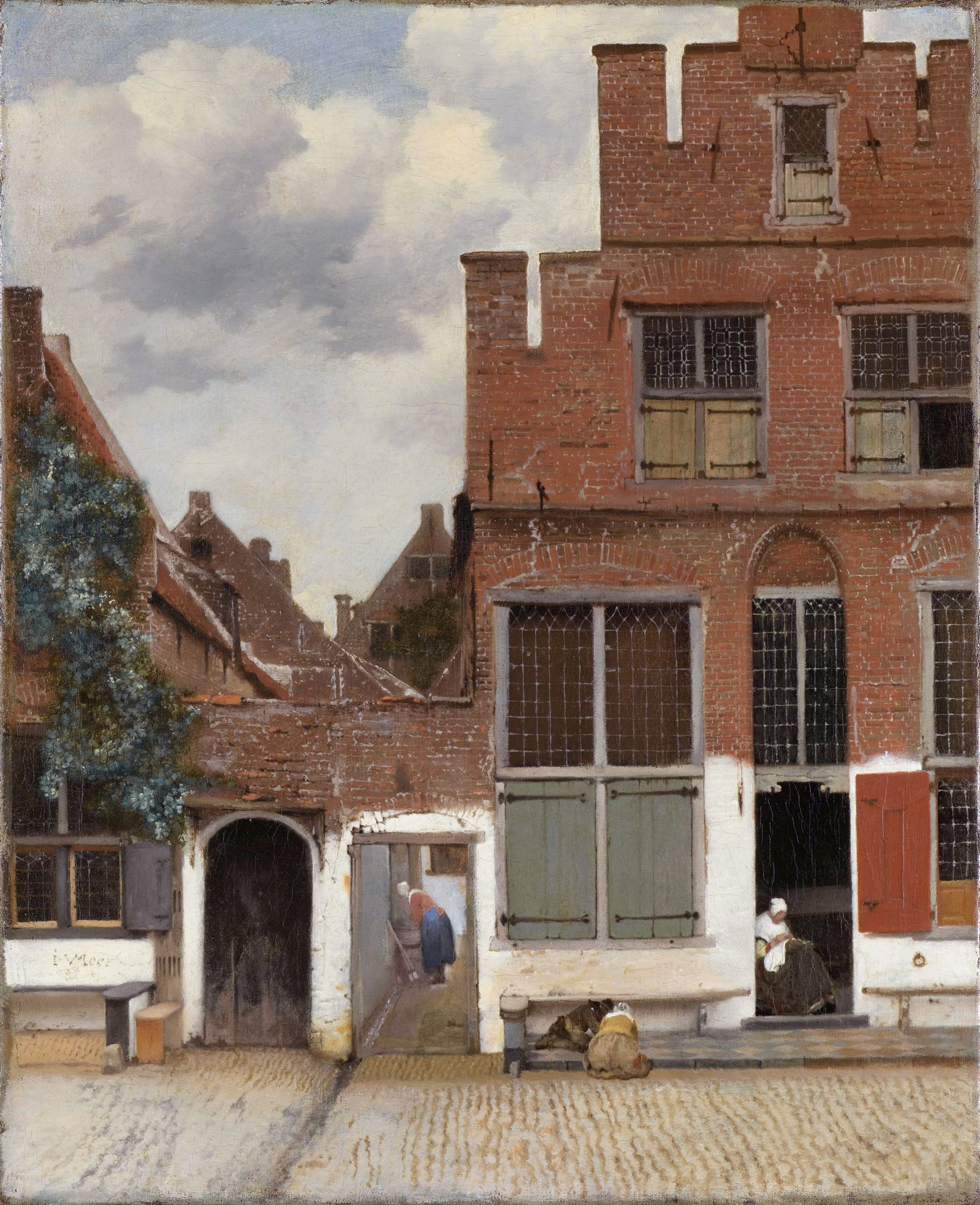
De blauwe boom links op het schilderij Het straatje van Vermeer was oorspronkelijk groen en is verkleurd door het verschieten van het schijtgeel.

Behalve wouw werd aan het sap van de bessen wegens hun lagere prijs vaak wede en verfbrem toegevoegd, hoewel hun lichtechtheid veel slechter was dan het geel uit de bessen.
In de negentiende eeuw was er van ongeveer 1819 af in Noord-Amerika een industriële productie van een gele lak, gewonnen uit eikenbast, met name de bast van Quercus tinctoria, Quercus nigra en Quercus citrina. De kleurstof, die geprecipiteerd werd op kalk, was in dat geval quercitrone. Ook deze stof werd stil de grain genoemd. De bruikbaarheid van de Amerikaanse eikenbast voor het winnen van een gele kleurstof werd al in 1775 gemeld door Edward Bancroft, die dat jaar een lading naar Engeland verscheepte. Het idee was overgenomen van plaatselijke stammen.

### Kleur
Bij de bessen van de diverse Rhamnus-soorten hangt de kleur af van de rijpheid. De onrijpe bes levert een goudgele of geelbruine tint. Halfrijpe bessen geven een olijfgroene of bruine tint die wel onder de naam "sapgroen" in de handel gebracht werd. De groenere tint komt door een hoger gehalte aan chlorofyl. Rijpe bessen kleuren rood. Het precieze moment van plukken luisterde dus heel nauw en traditioneel werden de bessen voor een gele kleur geoogst op 10 augustus, de naamdag van Sint Laurens, of de week daarna als ze nog onrijp waren maar wel volgroeid. Voor een groene kleur moesten ze midden september geplukt worden. De bessen worden rijp in oktober.

### Bereiding

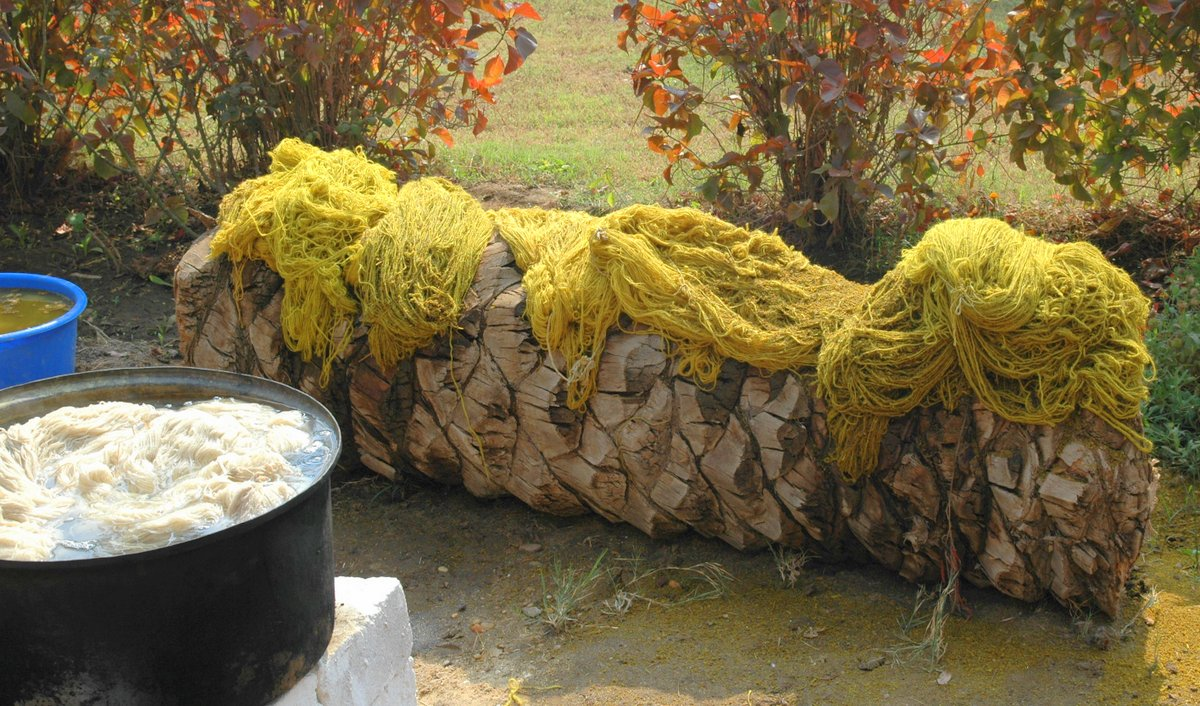
Met wouw geel geverfde wol.

De bereiding van de verfstof is eenvoudig. De bessen worden gekneusd en in water verhit of gekookt. Bij een temperatuur van 50 °C bereikt men een heldergele kleur, verhit men tot het kookpunt dan wordt de kleur sterker maar bruiner. Door toevoeging van metaalzouten kan de tint gevarieerd worden. Het gefilterde vocht kan meteen gebruikt worden om textiel te kleuren zoals wol en linnen of zelfs zijde. De vezel moet wel eerst bewerkt zijn door een beits, zoals aluin, om de kleurstof te kunnen opnemen. Van de precieze beits hing de uiteindelijke kleur van het textiel af. Aluin leverde een gewilde diepe goudgele tint op. Ingewikkelder is de fabricage van een pigment waartoe de kleurstof moet neerslaan op een substraat. De vloeistof wordt daartoe verhit met aluin en soda en geprecipiteerd op kalk, witte bolus, loodwit, bariet of zelfs travertijn.

### Structuurformules
De gele organische kleurstof uit de bessen van de Rhamnus-soorten is een flavonoïde, rhamnetine, een 2-(3,4-dihydroxyphenyl)-3,5-dihydroxy-7-methoxychromen-4-one met de chemische formule C16H12O7. De onrijpe bes bevat het goudgele chrysorhamnine dat door koken verandert in het oranje xanthorhamnine, zoals door Robert Kane in 1842 vastgesteld. Modern onderzoek wijst op een complexer proces. De omzetting wordt veroorzaakt door de inwerking van een enzym, rhamnase, dat zijn optimale werking heeft bij een temperatuur van 37 °C. Daarom moest in oude recepten de vloeistof langzaam aan de kook worden gebracht. De omzetting wordt na ongeveer een uur voltooid; als men de bessen simpelweg direct in kokend water werpt, blijft de kleur citroengeel. Verder kan, afhankelijk van de soort bes, ook rhamnocathartine een belangrijk kleurend bestanddeel zijn. In kleinere hoeveelheden is vaak chrysofanol, kaemferol, quercitine, emodine, franguline en rhamnocitrine aanwezig. Al die stoffen komen in veel meer planten voor en als er geen bessen beschikbaar waren, nam men zijn toevlucht tot soorten die daarvan een wat grotere concentratie hebben, zoals rabarber.
Zoals hierboven al aangegeven is de kleurstof die uit de diverse eikensoorten uit de VS gewonnen werd quercitrone.
| Rhamnetine | Xanthorhamnine | Quercitrone |
| ---------- | -------------- | ----------- |
|            |                |             |

## Geschiedenis en toepassingen

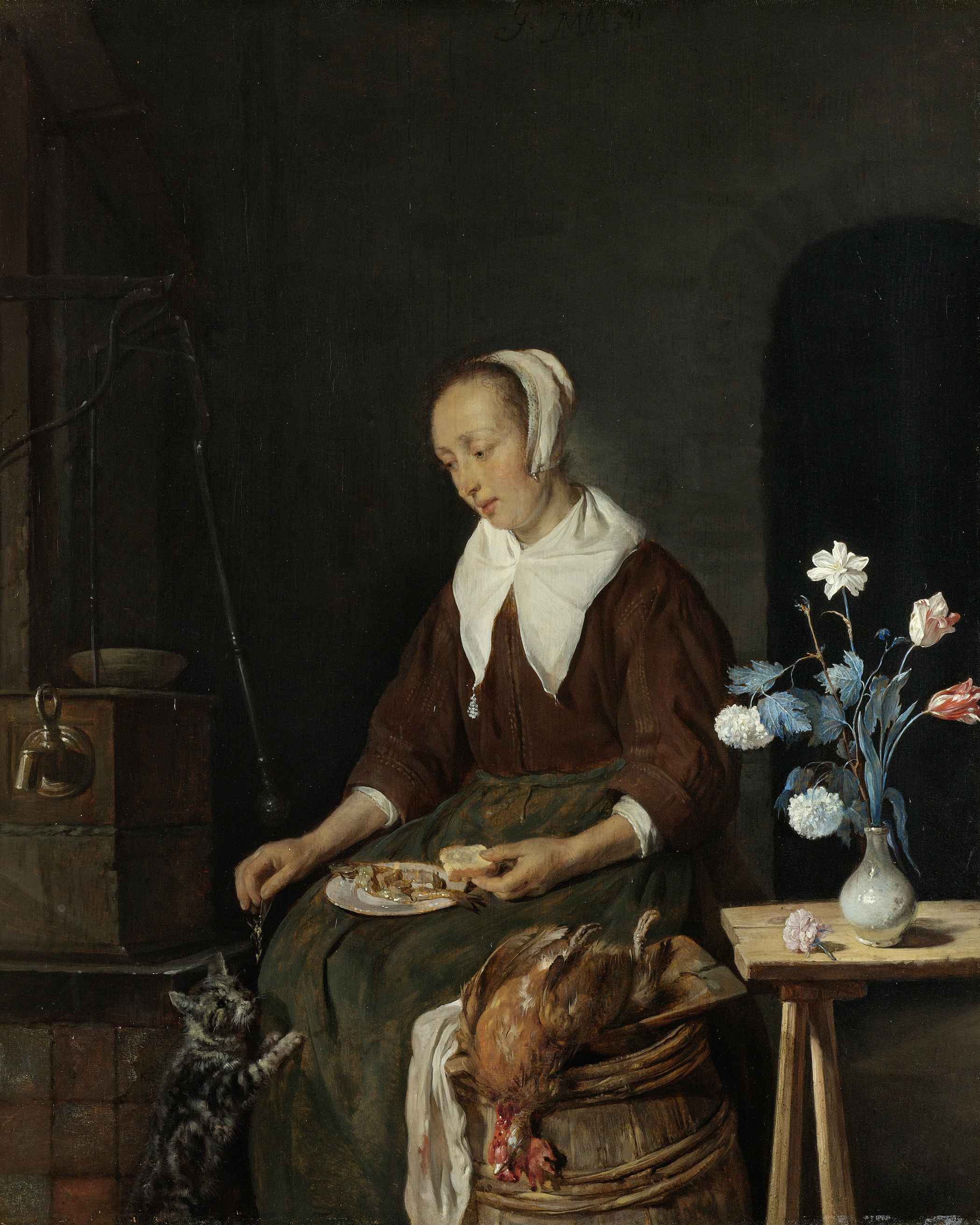
In het schilderij van Gabriel Metsu, "Het ontbijt van de kat" is duidelijk te zien dat de groene stelen en bladeren in de vaas rechts naar blauw zijn verschoten.

Verfstoffen en lakken uit bessen werden al in de oudheid toegepast, zowel voor het kleuren van textiel als voor illustraties. Vilt uit Toerkestan wordt al duizenden jaren met rhamnusbessen geel gekleurd. Het oudste vilt is in Klein-Azië aangetroffen, in de vindplaats Çatalhöyük en stamt uit ongeveer 6000 v. Chr. In Egypte werden ten tijde van het Romeinse Keizerrijk rijpe bessen van Rhamnus infectorius gebruikt om wol paars te kleuren ter imitatie van purper, zoals blijkt uit een recept in de Papyrus Graecus Holmiensis dat stamt uit de eerste eeuw. Vermoedelijk bleef de toepassing tijdens de hele middeleeuwen bestaan, aangezien de fabricage goedkoop was en de bessen ruim beschikbaar waren. Zeker werden in die periode rhamnusbessen gebruikt om textiel geel te kleuren. De onrijpe bessen werden in gedroogde vorm verhandeld door de plukkers en door verfmakers aangekocht. Het oudste bekende recept voor dergelijke gele kleurlakken stamt uit de vijftiende eeuw en staat in het Nuernberger Kunstbuch: Wiltu gelbe farb machen auf papir, so nym huntz par vnd los sie durr werden vnd seud sie in einem essig vnd los sie kalt werden vnd thu einen dar an, so wirt es gut ("Wil je een gele kleur maken op papier, neem dan hondsbessen en laat ze dor worden en verhit ze in azijn en laat ze koud worden en breng daarvan wat aan, dan wordt het goed"). In de vroegmoderne tijd was er een ruime toepassing in lijmverf en voor het kleuren van behang, zeep en zalf.
In de schilderkunst begon schijtgeel in de zestiende eeuw toegepast te worden, als goedkope aanvulling op het duurdere indischgeel. Het gekookte bessensap liet men indrogen, waarna het vermengd kon worden met een bindmiddel om verf te maken. Vermengd met olie ontstond een transparante gele lak. Daarnaast liet men de kleurstof vaak neerslaan op een substraat teneinde de verwerkbaarheid en dekkracht te vergroten. Zo ontstond een pigment dat gebruikt werd voor olieverf maar vooral in aquarel en pastel. De kleur kon ook gebruikt worden als dekkende verf door de lak direct te mengen met krijt of loodwit.
De 17e-eeuwse kunstschilder Willem Beurs, die bekender is geworden vanwege zijn boek dan vanwege zijn schilderijen, heeft uitvoerig beschreven hoe hij schijtgeel gebruikte voor het schilderen van de geelachtige schijn van witte druiven.
De gele lak werd, voordat er geschikte groene pigmenten beschikbaar kwamen, ook vaak gebruikt om groen te maken, onder andere door Johannes Vermeer. Een onderlaag van blauw, meestal azuriet, werd hiervoor met de glaceertechniek bedekt door een transparante laag schijtgeel. Daarmee werd groen verkregen. Schijtgeel is te weinig kleurkrachtig om in een directe menging een groen op te leveren, dus was glaceren de enige mogelijkheid. Omdat schijtgeel niet lichtecht is verschiet de kleur en verliest het op termijn de gele tint. Dit is er de oorzaak van dat in vele oude schilderijen het oorspronkelijk groen is veranderd in blauw. Gezien de naam van de kleurstof waren de oude schilders al bekend met het verschieten ervan.
Gedurende de negentiende eeuw werd schijtgeel in de schilderkunst geleidelijk vervangen door meer lichtechte glacerende gele pigmenten als gummigut en aureoline. Industriële toepassingen bleven echter tot in de twintigste eeuw bestaan, onder andere als drukinkt, voor het kleuren van papier en als kleurstof in voedingsmiddelen. Tegenwoordig is er in het Westen geen grootschalige productie meer van schijtgeel; verf die nog onder de naam stil de grain op de markt gebracht wordt is een imitatie. In India worden rhamnusbessen nog wel voor het kleuren van textiel en andere producten gebruikt. In hetzelfde land wordt rhamnatine gewonnen uit Delphinium zalil, dat ingevoerd wordt uit Afghanistan, gebruikt voor het kleuren van zijde.
Tussen 1994 en 2000 onderzocht de Britse verftechnicus Philip T. Shaw of schijtgeel een mogelijke kandidaat was voor primair geel in het drukproces als één van een reeks natuurlijke kleurstoffen die als alternatief zou kunnen dienen voor de huidige gangbare, door de chemische industrie geproduceerde inkten, om tot een duurzamere en gezondere fabricage te komen. Hij concludeerde dat schijtgeel onder de bekende natuurlijke kleurstoffen primair geel het best in tint benaderde en praktisch voor een druktechniek bruikbaar was, mits het drukwerk betrof, zoals verpakkingen en posters, waaraan niet de hoogste eisen van lichtechtheid gesteld werden.

## Etymologie
Er bestaan verschillende visies op de etymologie van schijtgeel.
Mogelijk is de naam schijtgeel ontleend aan de manier waarop het werd toegepast. Om een dekkende versie te krijgen werd het de stof gemengd met krijt. Het resulterende mengsel zou de consistentie gehad hebben van 'menschendrek', "schijt".
Een andere verklaring kan zijn dat de naam samenhangt met het 'verschieten' van de kleur door de slechte lichtechtheid. In de zestiende eeuw werd in het Nederlands in veel woorden de oorspronkelijke "ie" de diftong "ij" en zo kan 'schietgeel' in 'schijtgeel' zijn veranderd. Deze hypothese wordt ondersteund door het feit dat er ook een 'schijtgroen' en een 'schijtbruin' bestond als termen voor de andere verschietende bessenkleuren.
De meest waarschijnlijke verklaring ligt in de laxerende werking van de bessen van het sporkehout dat gebruikt werden om de kleurstof te maken. Dit gebruik van delen van het sporkehout komt tot uitdrukking in de alternatieve naam vuilboom. Door gebruik te maken van het laxeermiddel raakte men het vuil immers kwijt. Dan is 'schietgeel' een verbastering van 'schijtgeel', niet andersom dat 'schijtgeel' een verbastering is van 'schietgeel'. Overigens duidt ook de naam sporkehout op de laxerende werking. De naam van de plant is afgeleid van het Latijnse ‘spurcur’ dat ‘vuil’ betekent. Dat dit de meest waarschijnlijke verklaring is, volgt ook uit het feit dat R. catharsis schijtbes wordt genoemd. De soortaanduiding catharsis verwijst ook naar de "ontlastende" werking van de bes.
De Duitse term Schüttgelb schijnt als eufemisme van het Nederlandse schijtgeel te zijn afgeleid. Een gelijkende ontwikkeling ligt overigens aan het Franse stil-de-grain ten grondslag: het duikt in de zeventiende eeuw op als volksetymologie, via stil de grun, en is afgeleid van "schijtgroen", het sapgroen dat uit de bessen kan worden gewonnen. Opmerkelijk is dat het later gekwalificeerd kon worden als een gele vorm, stil-de-grain jaune of een groene vorm, stil-de-grain vert. In het Engels heet de stof tegenwoordig Persian berry lake maar vroeger Dutch pink. Pink duidde nog in de achttiende eeuw geen roze maar een flets geel aan en is volgens sommigen afgeleid van het Duitse pinkeln, "pissen". In het Italiaans heet het giallo santo of giallo di Spincervino. Veel van die termen zijn nog in omloop maar duiden dan puur de kleurtint aan, niet langer een bepaalde kleurstof. De groene tint uit rijpe bessen van R. utilis heette "Chineesgroen".

## Eigenschappen
De verfstof of gele lak op basis van bessen was voor een natuurlijke kleurstof nog redelijk lichtecht, de reden dat die überhaupt toegepast werden. Als kaliumdichromaat of kopersulfaat toegevoegd werd, kon door rhamnetine geel gekleurd textiel vele maanden zijn kleur behouden. Door precipitatie op een substraat nam de lichtechtheid echter drastisch af en als pigment is die naar huidige normen zeer slecht, vooral in aquarel en lijmverf. Bij precipitatie op kalk is al na blootstelling aan tweehonderd uren daglicht de kleur zo goed als verdwenen. De prijs van schijtgeel lag relatief laag. De kleurstof is op zich niet giftig, maar het mogelijke substraat loodwit is wel giftig. De kleurstof is niet bestand tegen logen en zuren. Schijtgeel is niet geschikt voor fresco en in het algemeen niet in een buitenverf, aangezien de kleurstof eenvoudig oplost in water. Rhamnetine lost ook goed op in alcoholen. Schijtgeel is als gele lak bij uitstek transparant en glacerend, wat de verzadiging doet toenemen. Het pigment kan halfdekkend zijn, afhankelijk van het substraat: loodwit is dekkender dan kalk. Van het substraat hangt ook de droogtijd in olieverf af: bij loodwit is die kort, bij kalk juist erg lang. De kleurkracht is slecht. Schijtgeel bloedt niet. In de Colour Index is rhamnetine het Natural Yellow 14; quercitone is het NY 13; sommige bronnen geven dit echter andersom. Sapgroen is NG 2.